# ケミカルタンカー

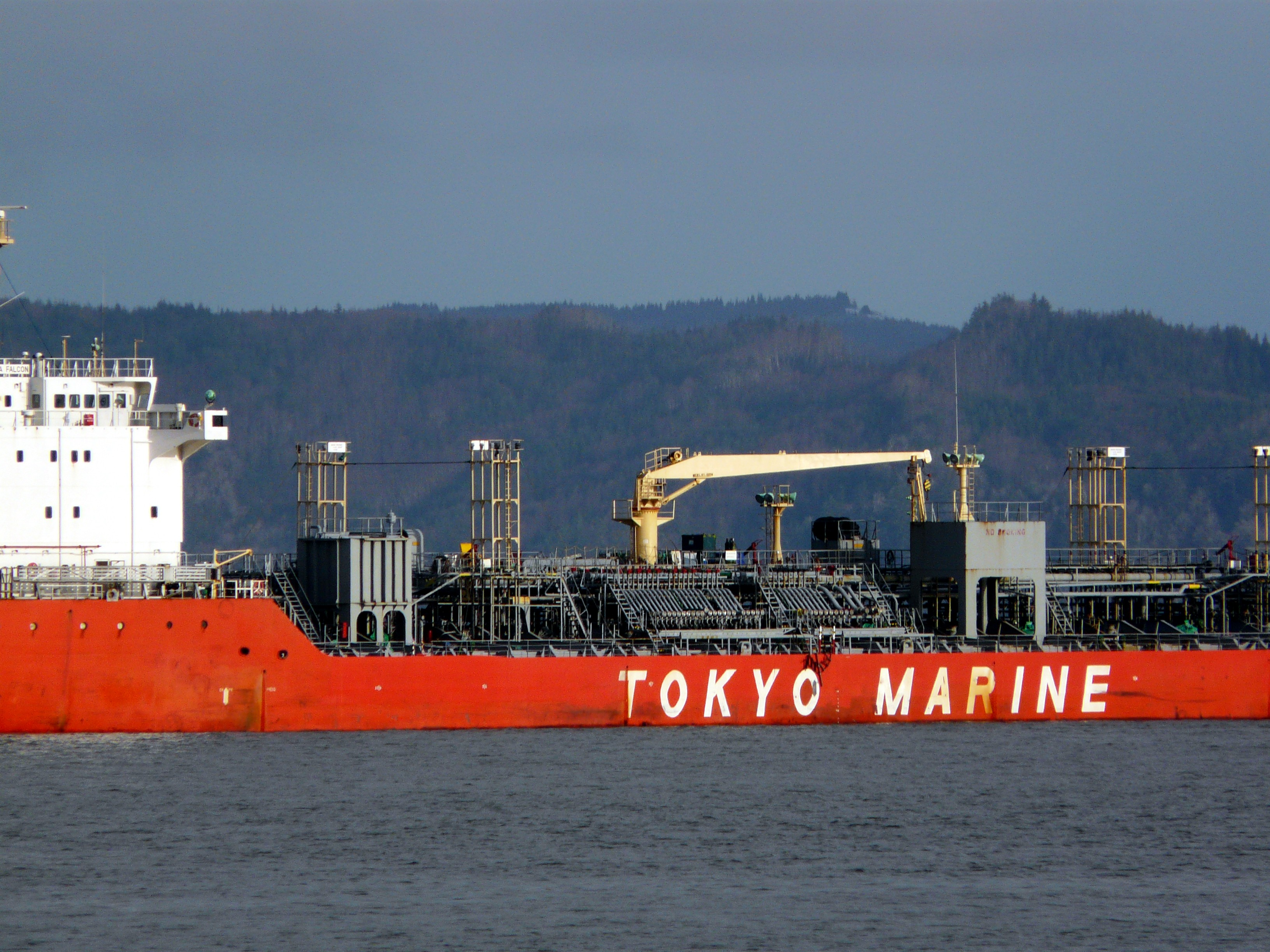
コロンビア川上のケミカルタンカー「ギンガ・ファルコン」 (GINGA FALCON)、独立1タンク1ポンプシステムが見える

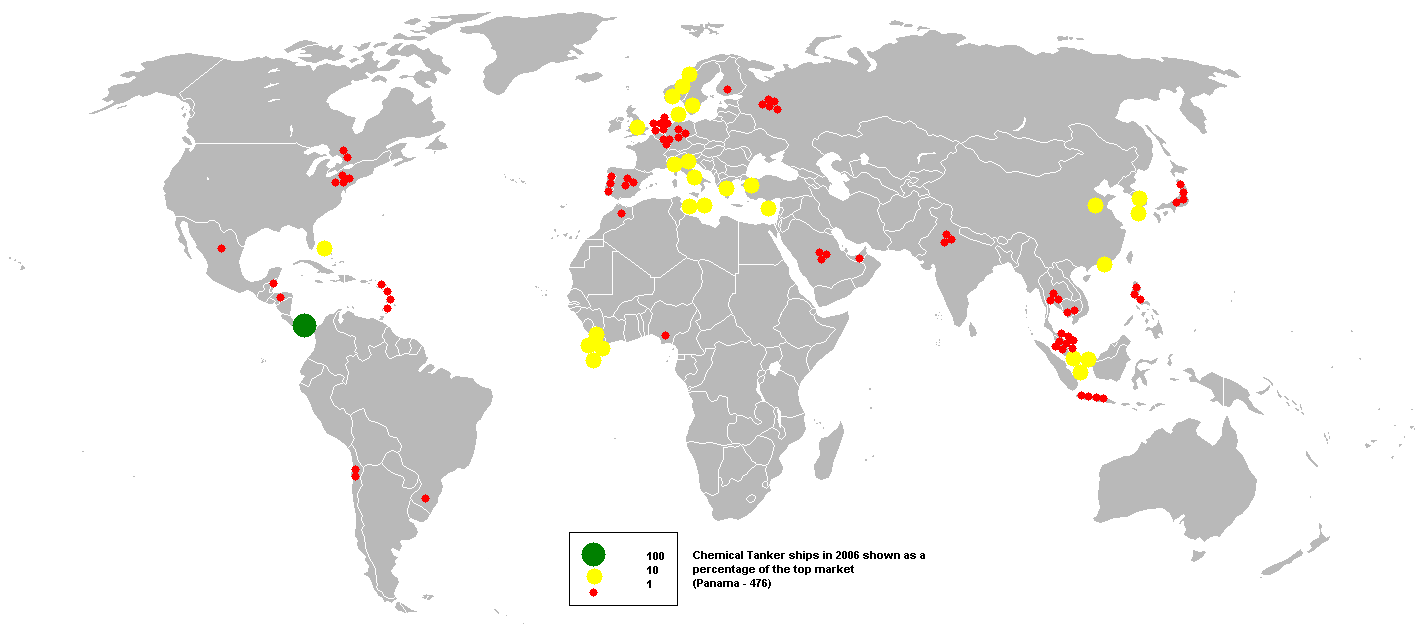
2006年時点のケミカルタンカー船隊

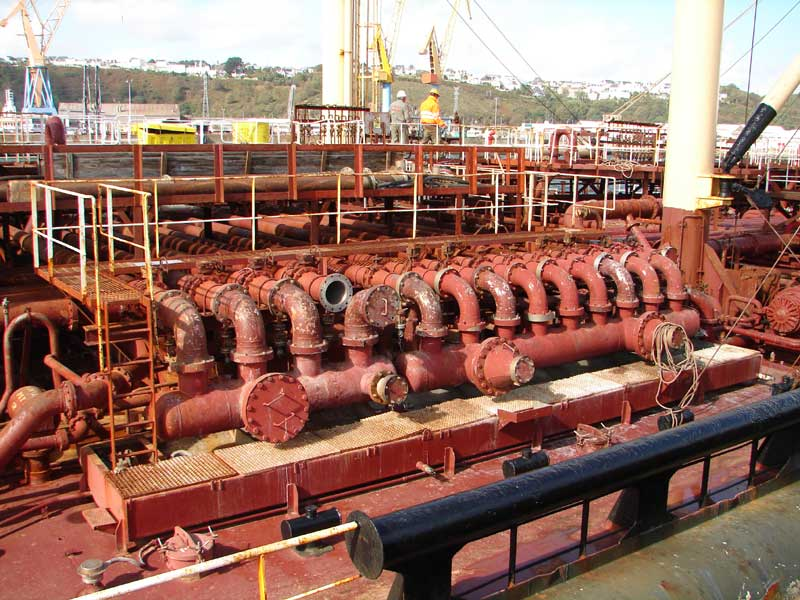
ケミカルタンカーの甲板には複雑なパイプが張り巡らされている。この写真は1986年建造で43,851 載貨重量トンのサウジアラビアのケミカルタンカー「アル・ファラビ」(Al Farabi)で、糖蜜を輸送している。ブレストにて。

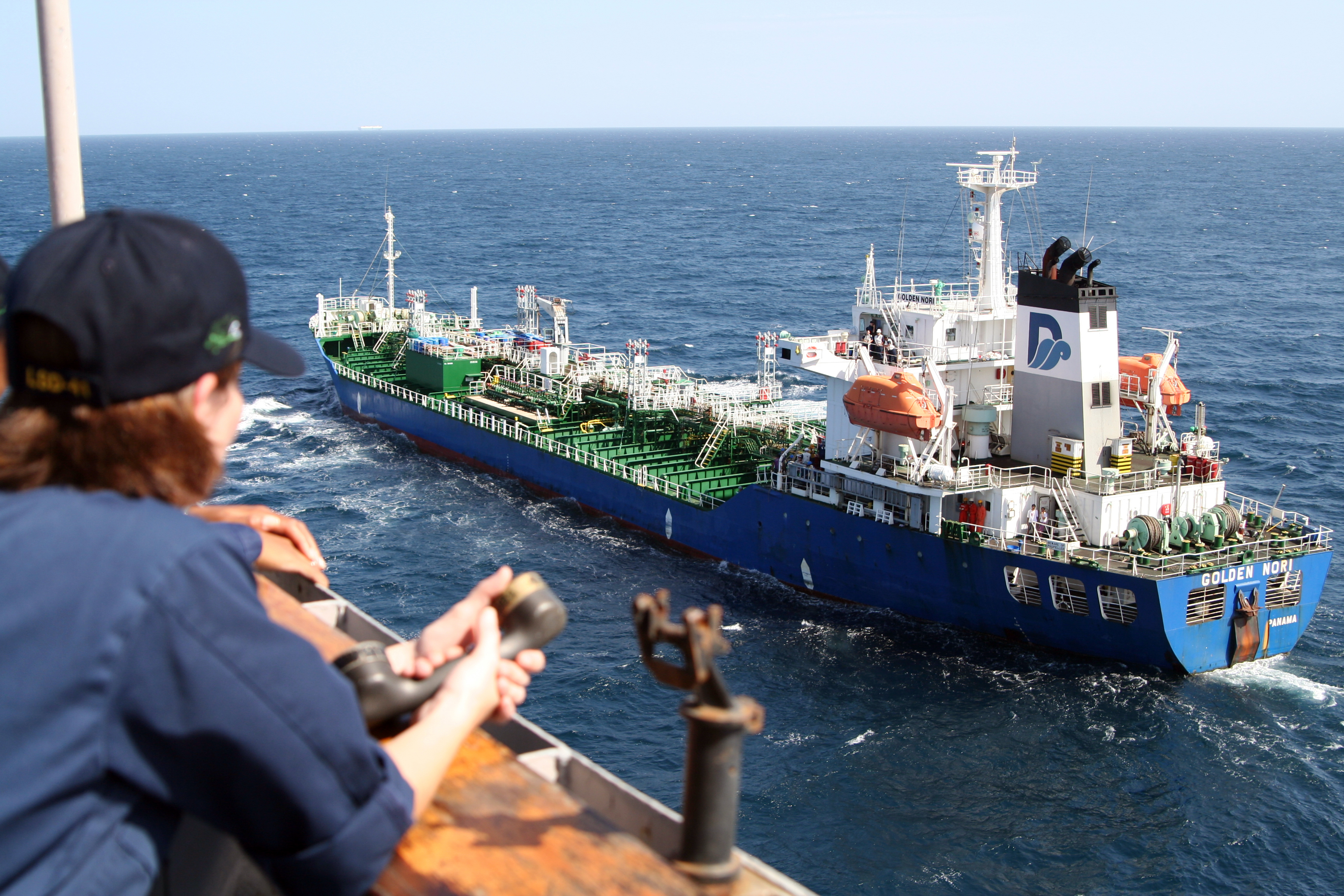
「ゴールデン・ノリ」(Golden Nori)

ケミカルタンカー（英語: chemical tanker）は、化学物質をばら積みで運ぶために設計されたタンカーの一種である。
海運用海ケミカルタンカーは、通常載貨重量トンにして5,000 トンから40,000 トンほどで、これは特定の積み荷に特化しているという船の性質や、荷役のために寄港するターミナルの大きさの制約などの理由により、他の種類のタンカーの平均的な大きさよりかなり小さなものとなっている。
ケミカルタンカーは通常、いくつかに分けられたタンクを持ち、それぞれはフェノールエポキシ樹脂や亜鉛ペイントなど特別なコーティングがされていたり、ステンレス鋼で造られていたりする。コーティングやタンクの材質によって、そのタンクが運ぶことができる積み荷の種類が決定される。硫酸やリン酸などの強い酸の積み荷にはステンレス鋼のタンクが必要とされる一方で、より単純な積み荷、植物油などはエポキシ樹脂コーティングのタンクで運ぶことができる。
ケミカルタンカーは、特定の積み荷の粘度を保つためにタンクを暖める装置を持っていることがある。典型的にはこのシステムは、積み荷のタンクの中にステンレス鋼の加熱管が通されていて、圧力の掛かった蒸気をここに送り出すボイラーがある。これにより熱が積み荷に伝わり、対流によりタンク内で循環する。多くの現代のケミカルタンカーは二重船体構造を特徴としており、タンクそれぞれにポンプがあり、独立したパイプ系統がつながっている。これは、各タンクに別な積み荷を積んで、互いに混じり合うようなことが無く運べることを意味する。積み荷を降ろした後のタンクのクリーニングはケミカルタンカーの運航ではとても重要なもので、これは適切に洗浄されなかったタンクの残留物が次の積み荷の純度に悪影響を与えることがあるからである。タンクをクリーニングする前には、タンクが適切に換気され、爆発性の気体が溜まっていないことを確認することがとても重要である。
ほとんどの新しいケミカルタンカーは日本、大韓民国、中華人民共和国の造船所で建造されており、他の建造国としてはトルコ、イタリア、ドイツ、ポーランドがある。
ケミカルタンカーによる輸送市場は様々な船会社の間で競争が行われており、ストルトニールセン (Stolt-Nielsen)、オドフェル (Odfjell)、MOL Chemical Tanker、飯野海運、Navig8、Fairfield Chemical Carrier、Hansa Tanker、Womar、興洋海運、MTMMなどである。最終的な船の使用者である荷主は、石油メジャーや化学専門企業、総合商社のケミカルトレーディング部門、独立系のケミカルトレーダーなどである。
ケミカルタンカーの貨物運送契約するために、多くの荷主は最も安い借り賃を得るために専門のブローカーを利用する。また近年多くの海運会社のウェブサイトも充実してきたので、船会社のウェブサイト経由で荷主と船会社がブローカーを挟まずに契約する事も増えている。

## 専用船の種類
国際海事機関（IMO）の国際バルクケミカルコードでは、貨物の危険度に応じてタイプI～タイプIIIの3段階に区分し、タイプIを最も厳しく定めている。タイプIは1個のタンク容積を1,250m3以下とし、タンク側面と両舷との間をそれぞれ全幅の1/5または11.5mのいずれか小さい方、タンク底部と船底の間を全幅の1/15または6mのいずれか小さい方とするよう定めている。タイプIにはリンや塩化スルホン酸が該当する。タイプIIではタンク容積を3,000m3以下、タンク側面と両舷との間をそれぞれ760mm以上、底部についてはタイプIと同様に定めており、テトラエチル鉛やトルエンジイソシアネートなどが該当する。タイプIIIではタンクの容積や配置について制限はない。尿素や炭酸カルシウムなど粉粒体で輸送されるものは粉体専用運搬船、エチレンやアンモニアなど液化ガスとして輸送されるものについては液化ガスばら積み船が使用される。
- アスファルトタンカー

外部より防熱を施したタンクで、加熱したアスファルト（170℃）またはバインダーアスファルト（210℃）を液状で輸送する。船体に熱応力を及ぼさないようにするため、船体一体型ではなく独立したタンクを設けるのが一般的である。日本のアスファルトタンカーは最大のもので2700トン、多くが1000トン前後である。
- 溶融硫黄運搬船

アスファルトタンカーと同様に独立型防熱タンクを持つ。タンクは100℃に予熱され、陸上基地で150℃に加熱した硫黄を積載する。硫黄の融点は119℃であり、輸送中は140℃に温度保持される。積み荷には二硫化炭素や炭化水素、引火性の硫化水素が含まれる。常温で4.3%、135℃で3.7%の爆発限界に達しないよう、機械通風が行われる。
- 硫酸タンカー

希硫酸・濃硫酸および廃硫酸を輸送する。鋼材は濃硫酸に対しては耐蝕性があるが希硫酸による腐蝕を受けるため、希硫酸を積載するタンクにはゴムライニングを施す必要がある。硫酸自体は不燃性であるが、金属と反応して水素を生じることがあるため、タンクと隣接した密閉区画では防爆の対応が求められる。積載量は700～1000トン程度の中小型船が中心で、日本では1975年時点で150隻と他種のケミカルタンカーに比べ多くの船が就航している。
- 苛性ソーダ運搬船

通常は30～50%の苛性ソーダ（水酸化ナトリウム）水溶液を輸送する。一般にタンクは船体と一体型とされ、内部はライニングまたは塗装が施される。小型の専用船が数多く就航するが、多目的ケミカルタンカーで輸送される場合もある。
- メタノール運搬船

メタノール（メチルアルコール）は沸点が低く、65℃以下に保つため甲板状にスプリンクラーで海水が散布される。水の混入を嫌うことから、タンクハッチは二重構造が採られる。金属に対する腐食性があり、タンク内部には無機ジンク塗料により塗装される。サウジアラビアのジュバイルで、同国と日本の合弁の石油化学プラントが稼働したことから、1983年には日本初のメタノール運搬船「甲山丸」が就航した。国際バルクケミカルコード上の化学品としては扱われず、石油タンカーに準じた取扱いとなる。
- 燐タンカー

IMOの国際バルクケミカルコードではタイプIに区分され、リンに対し特別規則を定めている。リン（黄りん）の融点は44.1℃であり、液状で輸送するためタンク周囲に温水を満たし保温する。空気との接触による自然発火を防ぐため、タンク内の空隙にも水を満たして輸送する。日本にはリン専用のタンカーはないが、アメリカには多数存在する。
- 二塩化エチレン運搬船

1,2-ジクロロエタン（二塩化エチレン）は、ポリ塩化ビニルの原料として利用される。ケミカルコードではタイプIIに区分され、比重が1.25と重いことから十分な強度が求められる。鋼材に対する腐食性はなく、空荷時は防錆のため窒素が封入されるが、それでは完全とは言い難いためタンク内部には無機ジンク塗料が塗布される。1981年には日本鋼管清水造船所で主に1,2-ジクロロエタンを積載する世界最大級のケミカルタンカー「FORMOSA ONE」と同型船の「FORMOSA TWO」が竣工し、アメリカと台湾の間で運航されている。
- 糖蜜運搬船

糖蜜はケミカルコードの適用を受けないが、ある程度の危険性を有するため適切な安全措置が求められる。非常に重い液体であることから、タンクには十分な強度が求められ、圧力テストを行いその証明書が必要となる。粘度が高く、積込・揚荷時には32.2～37.8℃に加熱される。加熱管の周囲だけ高温となり焦変することを避けるため、加熱は入港2～3日前から徐々に行われる。糖蜜は海水に溶解しやすく、タンク内部の洗浄には海水が使用される。。